# Shlomo Molla
Shlomo Molla (in ebraico שלמה מולה; Gondar, 21 novembre 1965) è un politico etiope naturalizzato israeliano, secondo falascia a entrare nella Knesset..

## Biografia
Shlomo è nato in un piccolo villaggio di 40 famiglie nella Regione degli Amara, in Etiopia, in una famiglia di 9 fratelli e 2 sorelle. Non venendo salvato durante l'Operazione Mosè, nel 1984 tentò di arrivare a piedi in Israele attraverso il Sudan; durante il viaggio, uno degli ebrei etiopi che viaggiavano con lui fu ucciso dall'esercito sudanese. Dopo essere stato salvato da soldati israeliani, fu portato in Israele e mandato in ospedale, dal momento che aveva la malaria. Dopo il servizio militare, ha studiato all'Università Bar-Ilan, dove è stato rappresentante dell'organizzazione per i diritti degli studenti etiopi.
Nel 1991 ha iniziato a lavorare per l'Agenzia ebraica, e nel 1999 è diventato il capo della divisione etiope dell'agenzia.

## Carriera politica
Alle elezioni del 2006 è arrivato 33º nella lista di Kadima. Tuttavia, a causa delle dimissioni di Avigdor Yitzhaki, nel febbraio 2008 Molla ne ha preso il posto. Alle elezioni del 2009 si è piazzato 19º su 28 seggi ottenuti dal suo partito.
Nel 2012 ha lasciato Kadima per unirsi alla nuova lista Hatnuah. Piazzatosi ottavo su sei seggi alle elezioni del 2013, ha perso la sua carica nella Knesset.
Nel 2015 ha esortato la comunità etiope a praticare la resistenza fiscale per protestare contro atti razzisti quali l'aggressione da parte di un poliziotto del soldato ebreo etiope Demas Fikadey.

## Vita privata
Molla è sposato e ha tre figli, e risiede a Rishon LeZion.